# シットアップ

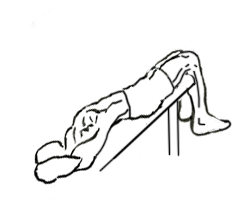
デクライン・シットアップ（スタート）

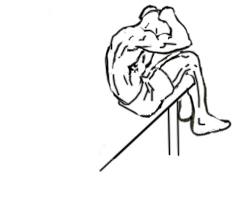
デクライン・シットアップ（フィニッシュ）

シットアップ（sit up）は、ウエイトトレーニングの種目の一つ。上体起こしとも呼ばれる。腹直筋を主に鍛える。

## 具体的動作

### シットアップ
1. シットアップボードまたは床に仰向けになり、脚を固定する。
2. 息を吐きながら、頭・肩・体幹の順に起こしていく。上背部を丸めながらさらに体幹を上げていき、腰椎をボードまたは床に対して45度くらいまで屈曲させる。
3. 息を吸いながら体幹部を伸ばし、元の姿勢に戻る。頭を完全にボード（床）につけることはないが、上背部がつくまではしっかりと戻る。
4. 2〜3を繰り返す。

「腕を伸ばして両手を体側につける→両手を腹の前で組む→両手を胸の前で組む→両手を頭の後ろで組む」の順に負荷が増える。

### デクライン・シットアップ
シットアップは傾斜をつけて行うと負荷が増える。
1. 傾斜をつけたシットアップボードに仰向けになり、脚を固定する。
2. 息を吐きながら、頭・肩・体幹の順に起こしていく。上背部を丸めながらさらに体幹を上げていき、腰椎をボードに対して45度くらいまで屈曲させる。
3. 息を吸いながら体幹部を伸ばし、元の姿勢に戻る。頭を完全にボードにつけることはないが、上背部がつくまではしっかりと戻る。
4. 2〜3を繰り返す。

「腕を伸ばして両手を体側につける→両手を腹の前で組む→両手を胸の前で組む→両手を頭の後ろで組む」の順に負荷が増える。